# Christin Feldmann
Christin Feldmann (* 1981) ist eine deutsche Regisseurin und Künstlerin.

## Leben
Christin Feldmann wuchs in Meinerzhagen im Sauerland auf. Sie studierte Kunstgeschichte an der Universität Amsterdam sowie Kunst an der Universität zu Köln und Alanus Hochschule für Kunst und Gesellschaft. Sie realisierte mit Claudia Bach 2008 den Dokumentarfilm Rockabilly Ruhrpott, der am 30. Juni 2011 in den deutschen Kinos anlief. Christin Feldmann arbeitet als Foto- und Videokünstlerin und Medienpädagogin in Düsseldorf und Köln. Ihre Werke wurden u. a. an der Universität zu Köln, in Saarbrücken, Berlin und Düsseldorf und der Schweiz ausgestellt. Sie arbeitet außerdem als Musikredakteurin.

## Werke

### Kurzgeschichten und Veröffentlichungen
- 1993. In: Die zerrissene Zeit: Geschichten von der Spaltung der Gesellschaft. (Hrsg.): Matthias Rieger, Traum³ – Verlag, Senden 2020, ISBN 978-3-347-10785-4.
- Schellack – Musik – Fotografien. In: RHEIN! Nr. 12: Zeitschrift für Worte. Bilder, Klang, Neunkirchen-Seelscheid 2016, ISBN 978-3-9815779-9-0.
- Stella und der Huhu – Mann. In:  Angst  Backnang 2015.
- Indigo-Summer. In: Alles Anders. Lindlar 2015, ISBN 978-3-86332-034-8.
- Das Land, wo Elfen und Zwerge wohnen. In: Wendepunkt. Weiden 2014, ISBN 978-3-942688-60-4.
- Schatten-Sein. In: Das Haus am Ende des Weges. Auf den Spuren von Edgar Allan Poe. Lindlar 2013, ISBN 978-3-86332-019-5.
- Die letzte Prüfung. In: Seelenfeuer. Geschichten und Gedichte über das ganz große Gefühl. Erkrath 2012, ISBN 978-3-86332-005-8.
- Emily. In: Verhängnisvoll- mein anderes Ich. Cobbel 2012, ISBN 978-3-942229-84-5.
- Grachteneis. In: Klirrend kalter Winter. Magdeburg 2012, ISBN 978-3-941127-18-0.

### Filme
- 2011: Rockabilly Ruhrpott, Dokumentarfilm
- 2012: Häsichenbraut, Kurzfilm